# Okeene
Okeene és un poble dels Estats Units a l'estat d'Oklahoma. Segons el cens del 2000 tenia 1.240 habitants.

## Demografia
Segons el cens del 2000, Okeene tenia 1.240 habitants, 504 habitatges, i 336 famílies. La densitat de població era de 209,1 habitants per km².
Dels 504 habitatges en un 29,6% hi vivien nens de menys de 18 anys, en un 56,5% hi vivien parelles casades, en un 7,3% dones solteres, i en un 33,3% no eren unitats familiars. En el 31,7% dels habitatges hi vivien persones soles el 19,6% de les quals corresponia a persones de 65 anys o més que vivien soles. El nombre mitjà de persones vivint en cada habitatge era de 2,34 i el nombre mitjà de persones que vivien en cada família era de 2,95.
Per edats la població es repartia de la següent manera: un 25,4% tenia menys de 18 anys, un 6,3% entre 18 i 24, un 23,1% entre 25 i 44, un 22,2% de 45 a 60 i un 23% 65 anys o més.
L'edat mediana era de 41 anys. Per cada 100 dones de 18 o més anys hi havia 89,9 homes.
La renda mediana per habitatge era de 31.471 $ i la renda mediana per família de 37.917 $. Els homes tenien una renda mediana de 28.500 $ mentre que les dones 19.297 $. La renda per capita de la població era de 18.444 $. Entorn del 8,6% de les famílies i el 9,9% de la població estaven per davall del llindar de pobresa.

## Poblacions més properes
El següent diagrama mostra les poblacions més properes.